# 特拉西那主教座堂

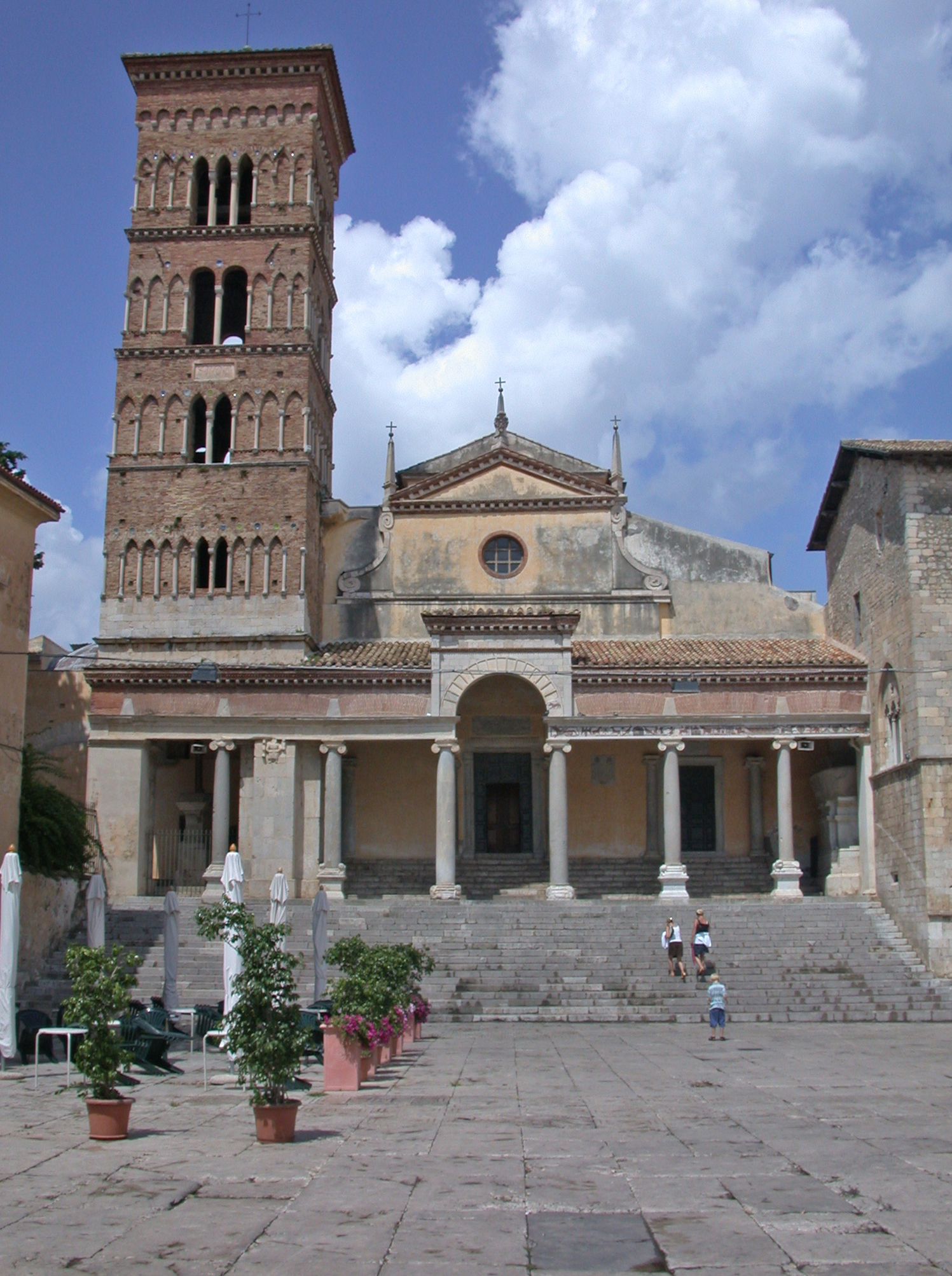
特拉西那主教座堂

特拉西那主教座堂（義大利語：Duomo di Terracina; Concattedrale di San Cesareo）是意大利城市泰拉奇納的一座羅馬天主教的主教座堂。這座教堂現在是天主教拉蒂納-泰拉奇納-塞澤-普里韋爾諾教區的主教座堂。這座教堂始建於5世紀至6世紀時，經歷過多次改建和修復。

## 外部連結
- La Cattedrale di Terracina （页面存档备份，存于） （意大利文）

41°17′31″N 13°14′54″W / 41.29194°N 13.24833°W